# Nogometna utakmica HAŠK – Northern University
Nogometna utakmica HAŠK – Northern University odigrana je u Zagrebu 24. ožujka 1913. godine na Igralištu HAŠK-a. Utakmica je poznata po prvom gostovanju engleske nogometne momčadi u Zagrebu. Engleska momčad sjevernih sveučilišta prije gostovanja u Zagrebu pobijedila je suparničke momčadi u Berlinu, Pragu i Budimpešti. HAŠK je ostvario svoju najveću međunarodnu pobjedu (1:0) prije Prvog svjetskog rata.

## Utakmica
Za utakmicu je vladalo veliko zanimanje i veselje. Zagreb je u to vrijeme imao 80.000 stanovnika, a na Igralištu HAŠK-a okupilo se 5000 gledatelja. Jedini pogodak na utakmici postigao je u 42. minuti Janko Justin (prema nekim izvorima Dragan Kastl). Engleska momčad je tijekom utakmice bila premoćna, no obrana HAŠK-a je bila požrtvovna i uzorita. Vratar Vladimir Šuput je obranio 30 udaraca u okvir vratiju.

## Sastavi momčadi
- HAŠK: Vladimir Šuput, Hugo Kuderna, Ivan Banfić, Oto Behrman, Ivo Lipovšćak, Leo Gollob, Mihajlo Mujdrica, Dragan Kastl, Dragutin Štancl, Janko Justin, Tomo Hombauer
- Northern University: ?

## Zanimljivo
Sutradan je momčad HAŠK-a odigrala utakmicu protiv splitskog Hajduka. Umorni igrači od utakmice s Englezima izgubili su od Splićana s 0:1. Englezi, koji su promatrali tu utakmicu bili su iznenađeni da u Hrvatskoj postoje i jači klubovi od HAŠK-a.